# Hemerobius pulchellus
Hemerobius pulchellus is een insect uit de familie van de bruine gaasvliegen (Hemerobiidae), die tot de orde netvleugeligen (Neuroptera) behoort. 
Hemerobius pulchellus is voor het eerst wetenschappelijk beschreven door von Block in Becker in 1799.